# Rebeca Minguela
Rebeca Minguela (Cuéllar, 1981) es una emprendedora y consultora de startups española. Fundadora y directora ejecutiva de Blink Booking, ahora Blink by Groupon, una aplicación móvil premiada para reservar hoteles a última hora en Europa. Cuando Blink fue adquirida por Groupon en septiembre de 2013, Minguela se unió a la empresa.
Es también cofundadora de Global Impact Rating, una startup seleccionada para el Laboratorio de Innovación de Harvard - iLab (Harvard Business Scholl Incubator) en 2015.
Minguela fue seleccionada como Young Global Leader del Foro Económico Mundial en marzo de 2017.

## Trayectoria
Minguela puso en marcha Blink Booking en 2011, una aplicación móvil de viajes para reservar hoteles a última hora en Europa. Esta empresa fue la primera startup de una plataforma destinada a fomentar el espíritu emprendedor en España. Debido a un problema con su cofundador y para gestionar el rápido crecimiento de la compañía, Minguela se incorporó a Blink como directora ejecutiva a tiempo completo en marzo de 2012 (como se indica en el estudio de caso realizado en la Escuela de Negocios de Harvard).
Blink Booking obtuvo capital de inversores en tecnología y viajes (SoftTech VC, ProFounders – Brent Hoberman, Charles Petruccelli y American Express Travel (UVET Italia), Radisson Hotels, Kibo Ventures y otros ). La aplicación Blink estuvo disponible en 6 idiomas, en plataformas Android, iOS / iPhone  y HTML5 y en 8 países europeos diferentes.
Blink Booking fue publicitado en las televisiones española e italiana y el anuncio de televisión "La Dama de Blanco" fue galardonado en 2013 con el premio "Sol de Bronce" (Festival Iberoamericano de Publicidad, FIAP).
En septiembre de 2013, Blink Booking fue adquirida por Groupon para reforzar su negocio de viajes y móviles. Ahora, Blink Booking es "Blink by Groupon" y Minguela trabajaba para Groupon.

## Reconocimientos
- Minguela y Blink Booking han sido mencionadas en la prensa de varios países, con artículos en publicaciones como Forbes, The Economist, Financial Times, The Sun (edición impresa), El País, El Mundo, Il Sole 24 Ore, y muchos otros.[25][26][27][28][29][30] La plataforma empresarial de Minguela y Blink Booking son también tema de un "caso empresarial" en la Harvard Business School.
- Minguela ha sido ponente en varios eventos y conferencias, entre ellos: Harvard European Conference 2015[31] - compartiendo el panel con el director general de la Comisión europea -, Spain Tech Week Silicon Valley/ Seattle 2014, Startup Spain 3.0., "Red Innova 2013"[32][33][34]

- Blink ha sido la aplicación mejor valorada por  Apple Store y Google Play en varios países.
- También fue galardonada con los premios "Travel Pioneer of the Year 2012" (Travolution Awards, from Travel Weekly), "Travel App of the Week" by Female First y fue finalista de la 5ª edición del Open Talent Award 2013 a las startups más innovadoras.
- El anuncio de televisión de Blink Booking "La Dama de Blanco" fue galardonado con el premio "Sol de Bronce" premio en 2013 (Festival Iberoamericano de Publicidad, FIAP).

- En abril de 2016, Minguela fue nombrada como una de las 75 mujeres emprendedoras más prometedoras por El Referente.[35]
- Fue pregonera en las fiestas patronales de Cuéllar (Segovia) en el año 2017, donde nació y vivió su infancia.[36]
- Premio FEDEPE 2017 en la categoría en la categórica Innovación y Emprendimiento Femenino, otorgado por La Federación Española de Mujeres Directivas, Ejecutivas, Profesionales y Empresarias.[37]